# Zbigniew Michniowski
Zbigniew Władysław Michniowski (ur. 5 czerwca 1945 w Bochni) – polski polityk, samorządowiec, prezydent Bielska-Białej w latach 1994–1995.

## Życiorys
Ukończył studia na Wydziale Mechanicznym Energetycznym Politechniki Śląskiej, a następnie studia podyplomowe m.in. na Wydziale Architektury Politechniki Krakowskiej. Od 1972 zatrudniony w Ośrodku Badawczo-Rozwojowym Samochodów Małolitrażowych w Bielsku-Białej, jednocześnie zajmował się działalnością gospodarczą w zawodzie projektanta.
Od 1993 do 1994 pełnił funkcję dyrektora Galerii Bielskiej BWA. W 1994 rada miasta powołała go na urząd prezydenta Bielska-Białej, który zajmował przez okres roku. Następnie do 2002 stał na czele Beskidzkiej Agencji Poszanowania Energii. Był także członkiem różnych rad nadzorczych, doradczych, a także władz organizacji społecznych i zawodowych. W 2002 i w 2014 bez powodzenia ubiegał się o mandat radnego sejmiku śląskiego z rekomendacji Platformy Obywatelskiej.
Po wyborach z 2002 nowy prezydent miasta, Jacek Krywult, powierzył mu stanowisko swojego zastępcy. Po kolejnych wyborach samorządowych (w 2006 i w 2010) Zbigniew Michniowski utrzymywał tę funkcję, kończąc urzędowanie po wyborach z 2014.
Żonaty (żona Jolanta), ma dwoje dzieci.